# Otitesella tsamvi
Otitesella tsamvi är en stekelart som beskrevs av Wiebes 1981. Otitesella tsamvi ingår i släktet Otitesella och familjen fikonsteklar.
Artens utbredningsområde är:
- Zambia.
- Zimbabwe.

Inga underarter finns listade i Catalogue of Life.